# Шеснаеста македонска ударна бригада
Шеснаеста македонска ударна бригада НОВЈ формирана је 6. октобра 1944. године у селу Кучевишту код Скопља од бораца Осме прешевске и Дванаесте бујановачке бригаде, те 120 бораца Скопског и Шарпланинског партизанског одреда.

## Борбени пут бригаде
До прве половине децембра 1944. налазила се у саставу Кумановске дивизије НОВЈ и водила борбе против балистичких снага на Скопској Црној гори, одбила напад балиста 8. и 11. октобра, нападала из заседе немачке колоне на путу Скопље-Качаник 19, 20, 21. и 28/29. октобра и учествовала у ослобођењу Скопља. Децембра 1944. године добила је назив ударна и прикључена у састав 42. македонске дивизије НОВЈ. Након тога је учествовала у борбама и пробоју Сремског фронта те у завршним операцијама за ослобођење Југославије 1945. године.